# Адырсу
Адырсу (Адыр-Су, карач.-балк. Адыр-Суу, буквально — «река с хребта»— река в России, протекает по Эльбрусскому району Кабардино-Балкарской Республике. Устье реки находится в 142 км по правому берегу реки Баксан в селе Верхний Баксан. Длина реки составляет 14 км, площадь водосборного бассейна 117 км².
Система водного объекта: Баксан → Малка → Терек → Каспийское море.
На реке планируется строительство Верхнебаксанской ГЭС с планируемым вводом в эксплуатацию в 2027 году.

## Данные водного реестра
По данным государственного водного реестра России относится к Западно-Каспийскому бассейновому округу, водохозяйственный участок реки — Баксан, без реки Черек. Речной бассейн реки — реки бассейна Каспийского моря междуречья Терека и Волги.
Код объекта в государственном водном реестре — 07020000712108200004529.